# Belianské Tatry
Belianské Tatry (slovensky Belianske Tatry) jsou geomorfologický podcelek a nejvýchodnější část Východních Tater východně od Kopského sedla, které je odděluje od Vysokých Tater. Na severu hraničí s Podtatranskou brázdou. Mají rozlohu 67,5 km². Hřeben Belianských Tater je 14 km dlouhý a je kolmý na hřeben Vysokých Tater. Neodbočují z něj žádné výrazné boční hřebeny a je tvořen převážně vápenci a břidlicemi.

## Vrcholy
Hřeben tvoří od západu k východu vrcholy:
- Muráň 1890 m n. m.
- Nový vrch 1999 m n. m.
- Havran 2152 m n. m.
- Ždiarska vidla 2142 m n. m.
- Hlúpy 2061 m n. m.
- Zadné Jatky 2019 m n. m.
- Predné Jatky 1941 m n. m.
- Košiare 2011 m n. m.
- Bujačí vrch 1946 m n. m.

## Vodstvo
Severní svahy odvodňuje potok Biela a její pravostranné přítoky (Rígeľský potok, Tokárenský potok, Babí potok). Pravostrannými přítoky Javorinky je odvodňována část severních svahů západně od Havrana (Nový potok) a část jižních svahů západně od Hlúpého tzv. Zadné Meďodoly (Štefanka, Meďodolský potok). Východní část jižních svahů tzv. Predné Meďodoly odvodňuje levý přítok Kežmarské Bielé vody Napájedlový potok. Na rozdíl od ostatních částí Tater se zde nevyskytují plesa ani vodopády. Toto není tak docela pravda, neboť v Monkově dolině na Ríglovém potoce se nacházejí vodopády (Vodopád Rígeľského potoka) – viditelné z naučného chodníku do Širokého sedla ze zastávky č. 3 v nadmořské výšce cca 1 310 m.

## Krasové jevy
V pohoří jsou bohatě zastoupeny krasové jevy, z nichž je však zpřístupněna pouze jeskyně Belianska jaskyňa.

## Ochrana přírody
Téměř celé pohoří je součástí národní přírodní rezervace Belianské Tatry, která je až na turistické značky vedoucí okrajem a naučnou stezku Monkova dolina – Kopské sedlo veřejnosti nepřístupná. Je zde široce zastoupena vápencová flóra. Záchranná stanice Tatranské horské služby se nachází na chatě Plesnivec (1 290 m).